# Alfredo Arpaia
Alfredo Arpaia, né le 14 août 1930 à Pompei et mort le 7 janvier 2019 à Naples, dans le quartier Chiaia, est une personnalité politique italienne.

## Biographie
Alfredo Arpaia entre au parlement en 1982 et devient en 2016 président de la Ligue italienne des droits de l'homme